# Ван дер Аа, Мишель
Мишель ван дер Аа (нидерл. Michel van der Aa; род. 10 марта 1970, Осс, Северный Брабант) — нидерландский композитор.

## Биография
Закончил Гаагскую Королевскую консерваторию как инженер музыкальной записи, затем учился композиции у Луи Андриссена. В 1994 закончил Международные курсы танцевального искусства для профессиональных хореографов и композиторов, в 2002 — Нью-Йоркскую киноакадемию по специальности «кинорежиссура».

## Творчество
Снял несколько короткометражных фильмов («Переход», 2002), вместе с Луи Андриссеном писал музыку к короткометражному фильму Хола Хартли «Новый математик» (2000).
Предпочитает музыкально-сценические жанры, выстраивая с помощью аудиовизуальных медиа сложные драматические пространства. Значительным произведением Аа стала опера «После жизни» (июнь 2006 (недоступная ссылка)).

## Награды
Мишель ван дер Аа — лауреат международной премии «Gaudeamus» (1999), поощрительной премии Сименса (2005), премии Пауля Хиндемита (2006) и др.

## Произведения
- Auburn (1994, for guitar and soundtrack)
- Oog (1995, for cello and soundtrack)
- Now [in fragments] (1995, for soprano, clarinet/bass clarinet, cello and soundtrack)
- Starring at the Space (1995—1996, for chamber orchestra and ten dancers)
- Span (1996, for ensemble and soundtrack)
- Wake (1997, for percussion duo)
- Solo for percussion (1997)
- Quadrivial (1997, for flute, violin, cello and piano)
- Double (1997, for violin and piano)
- Between (1997, for percussion quartet and soundtrack)
- Faust (1998, for ensemble and soundtrack)
- Above (1999, for ensemble and soundtrack)
- Caprice (1999, for violin solo)
- Writing to Vermeer (1999, электронная музыка к опере Луи Андриссена и Питера Гринуэя)
- Attach (1999—2000, for ensemble and soundtrack)
- Just before (2000, for piano and soundtrack)
- See-through (2000, for orchestra)
- Here [to be found] (2001, for soprano, chamber orchestra and soundtrack)
- Vuur (2001, for ensemble and soundtrack)
- One (2002, chamber opera for soprano, video and soundtrack; в 2006 эта моноопера записана в исполнении Барбары Ханниган)
- Here [in circles] (2002, for soprano and ensemble)
- Here [enclosed] (2003, for chamber orchestra and soundtrack)
- Solitaire (2003, for violin and soundtrack)
- Memo (2003, for violin and portable cassete recorder)
- Second Self (2004, for orchestra and soundtrack)
- Imprint (2005, for Baroque orchestra)
- After Life (2005—2006, opera for 8 singers, large ensemble, video and soundtrack)
- Spaces of Blank (2009, для меццо-сопрано, оркестра и саундтрека на стихи Эмили Дикинсон, Энн Карсон, Розали Хирс, записано в исполнении Христианны Стотейн и оркестра Консертгебау)
- Das Buch der Unruhe/ The book of Disquiet (2009, музыкальная драма для актёра, ансамбля и фильма по книге Книге неуспокоенности Фернандо Пессоа)
- Transit, для фортепиано и видео (2009)
- Rekindle, для флейты и саундтрека (2009)
- Up-close, концерт для виолончели, струнного ансамбля и видео (2010)
- Met mijn oor op de grond, одноминутная телевизионная опера (2010)
- Van het vergeten, одноминутная телевизионная опера (2010)
- Sunken Garden, опера (2011-2012)[1]